# Dvärgvägstekel
Dvärgvägstekel (Priocnemis minuta) är en stekelart som först beskrevs av Vander Linden 1827.  Dvärgvägstekel ingår i släktet sågbenvägsteklar, och familjen vägsteklar. Enligt den finländska rödlistan är arten akut hotad i Finland. Enligt den svenska rödlistan är arten sårbar i Sverige. Arten förekommer på Öland, i Götaland och i Svealand. Den har även påträffats lokalt i Östergötland, Närke, Sörmland och Uppland, då på öppna sandmarker. I övriga världen har arten påträffats i Väst- och Mellaneuropa, österut genom norra Balkan och vidare mot Cypern, Turkiet, Kaukasus och Centralasien.
Artens livsmiljö är åsmoskogar. Juvenila plattbuksspindlar (Gnaphosidae) har påträffats som byte i Holland.